# Comandos Ernesto Rojas
Los Comandos Ernesto Rojas (también conocidos como Comandos Urbanos Ernesto Rojas) fueron un pequeño grupo guerrillero en Colombia. Se formó a través de una escisión en el Ejército Popular de Liberación (EPL) en 1991, desmovilizándose mediante un tratado de paz con el gobierno en 1992. En el momento de la desmovilización CER contaba con 41 combatientes.

## Historia

### Inicio
Los Comandos Ernesto Rojas se crearon como una escisión del EPL que seguiría con la lucha armada, pero al año siguiente se acercaron al movimiento Esperanza, Paz y Libertad para comenzar su proceso de desmovilización, utilizando el mismo marco usado por el EPL.

### Desmovilización
El 15 de febrero de 1991 los Comandos Ernesto Rojas acuerdan con el gobierno nacional, siendo beneficiados únicamente los guerrilleros que no hallan reincidido en delitos graves. No fue hasta el 20 de marzo de 1992 cuando los todos los miembros de los Comandos entregaron sus armas a oficiales del gobierno nacional. En total entregaron nueve fusiles, una escopeta, cuatro subametralladoras y seis pistolas, las cuales terminaron siendo fundidas en presencia de los asesores de la Consejería para la Paz, Eduardo Díaz Uribe y Gonzalo de Francisco, del Director del Programa Presidencial de Reinserción, John Gómez Restrepo, y de los testigos Carlos Espinoza, presidente del Senado, monseñor Guillermo Vega y el exconstituyente Darío Mejía, esto en la siderúrgica Sidemuña, ubicada al sur de Bogotá.